# Chevrolet Traverse
Chevrolet Traverse — полноразмерный семи- или восьмиместный кроссовер от Chevrolet. Представлен в 2008 году на Чикагском автосалоне. В продажу поступил в октябре того же года. Преемник минивэна Uplander и внедорожника TrailBlazer. До 2009 года производился на заводе в Спринг Хилл ,Теннесси. Затем — в Лансинге совместно с одноплатформенниками GMC Acadia, Buick Enclave, кроме Saturn Outlook (в связи с упразднением подразделения Saturn).

## Первое поколение
Имя Traverse вначале использовалось для концепт-кара, представленного на Североамериканском международном автосалоне в Детройте 2003 года, однако он был забыт, когда в 2005 году в продажу поступил Chevrolet Equinox. Дизайн автомобиля был взят от концепт-кара Chevrolet Sequel 2005 года, но решётка радиатора у него стала подобной решётке Chevrolet Malibu 2008 года. Кузов автомобиля обшивается уникальным листовым металлом, отличным от других кроссоверов платформы Lambda, за исключением дверей. В 2008 году началось серийное производство Chevrolet Traverse 1-го поколения, которое выпускалось с 2008 по 2017 год.

### Трансмиссия
На Traverse устанавливается усовершенствованный двигатель LLT, 3,6-литровый V6 с непосредственным впрыском топлива и VVT. 6-ступенчатая автоматическая коробка передач передаёт мощность на передние, либо все колёса. Автомобиль в комплектации LTZ, в отличие от остальных, оборудуется двигателем с двойной системой выхлопа и потому развивает бо́льшую мощность и крутящий момент.

### Обновление 2013 года

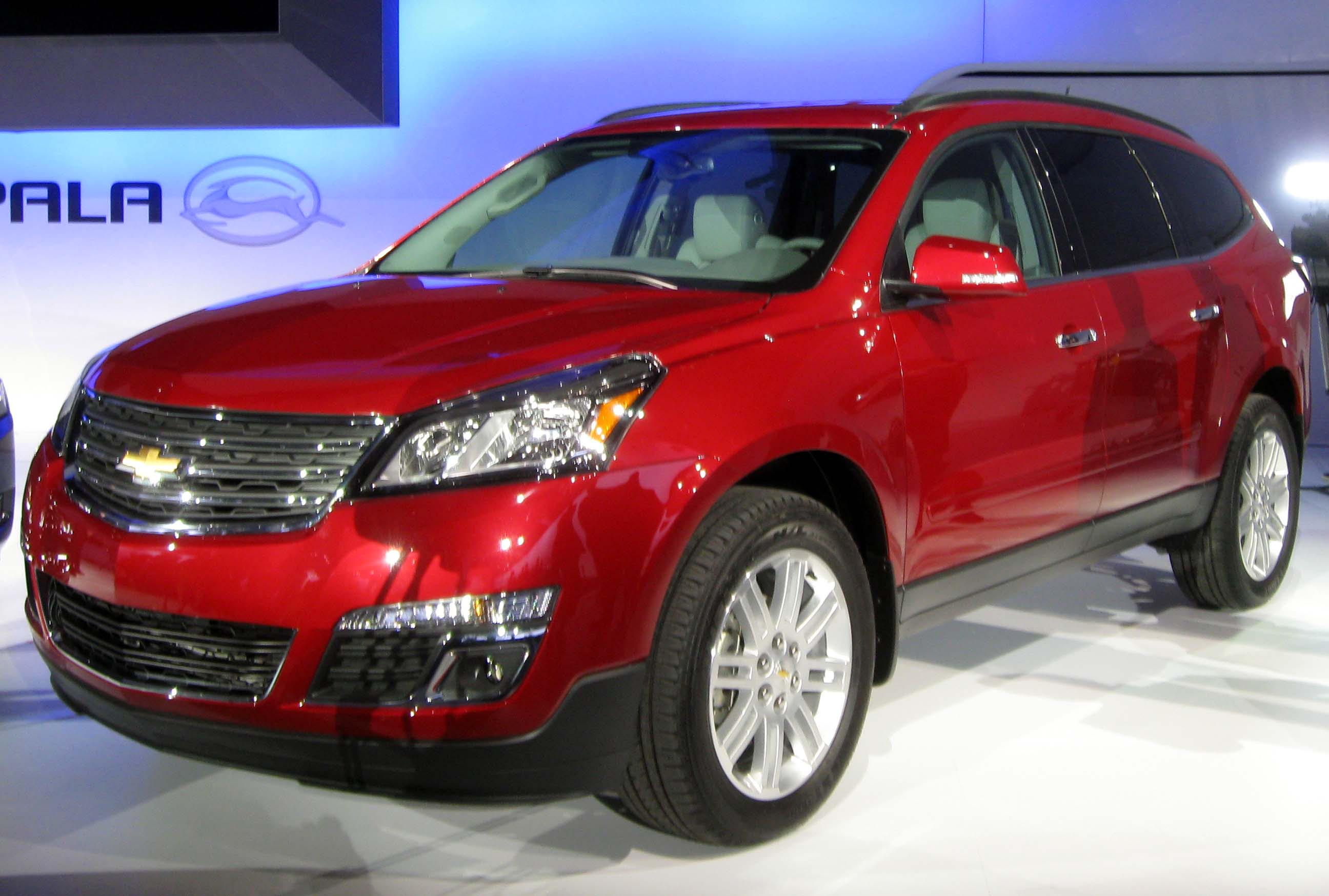
2013 Chevrolet Traverse LTZ

Обновленный Traverse был представлен в 2012 году на Автосалоне в Нью-Йорке. Автомобиль получил новую решётку радиатора и передний бампер, редизайненную заднюю дверь и задние фары, схожие с фарами от Chevrolet Camaro + обновлённые колёсные диски. Однако техническая начинка не подверглась изменениям. Первые фотографии появились 28 марта 2012 года. Ожидается, что автомобиль получит сенсорный экран и аудиосистему MyLink, а также отделку под дерево. Все комплектации заимеют тканевую и кожаную отделку сидений, передний и полный привод. Комплектации 2LT и 1LTZ в стандартном исполнении получат аудиосистему Bose.

### Маркетинг
Для Traverse использовался рекламный ход продакт-плейсмент — он встречался в драматическом сериале en:My Own Worst Enemy (TV series), вместе с новым Chevrolet Camaro; сериал закончился в середине ноября 2008 года. Автомобиль также встречался в ремейках «Hawaii Five-O» и «Mentalist». а также в фильмах «The Next Three Days» (2010) и The Watch (2012).

Дорестайлинг
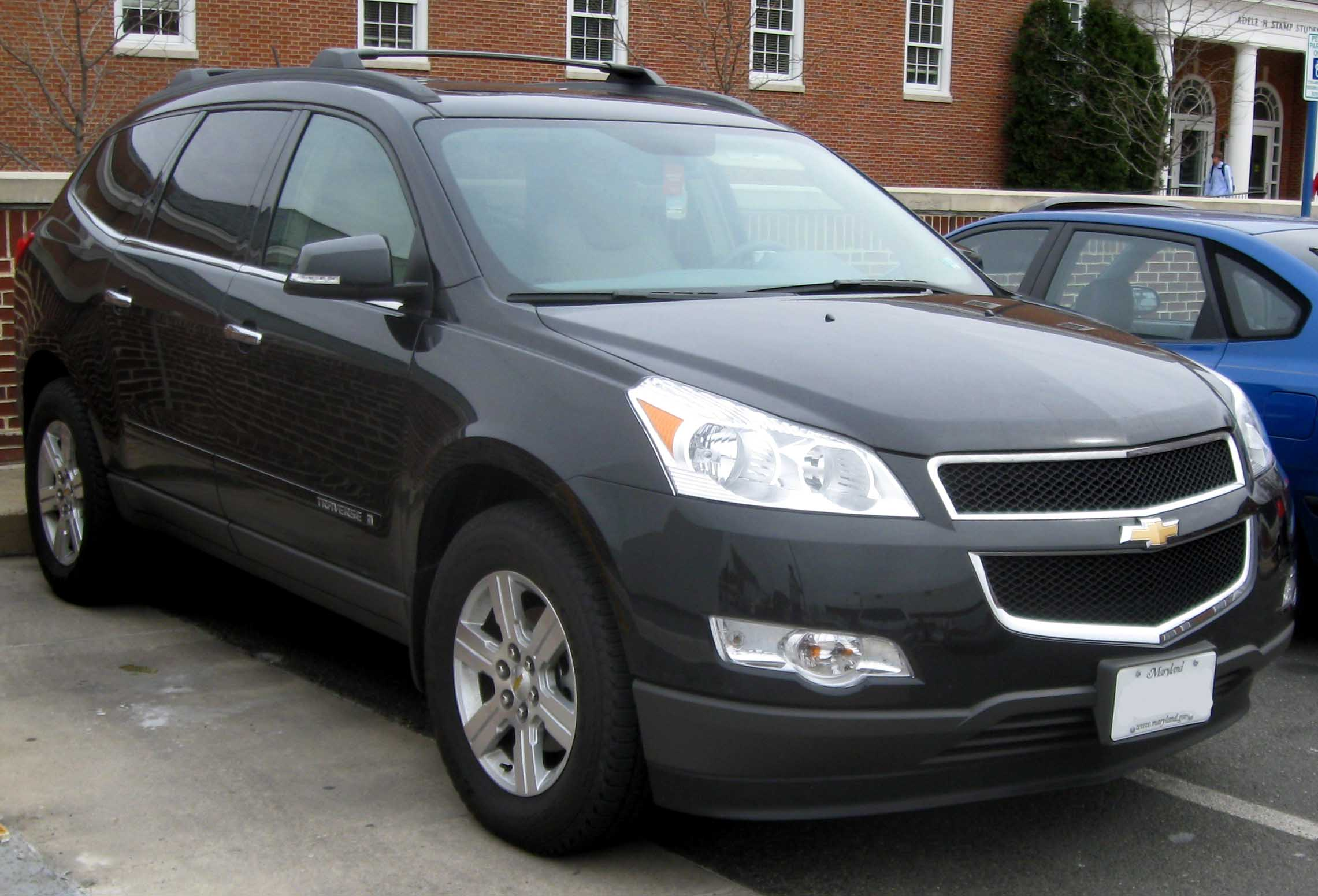
Вид спереди
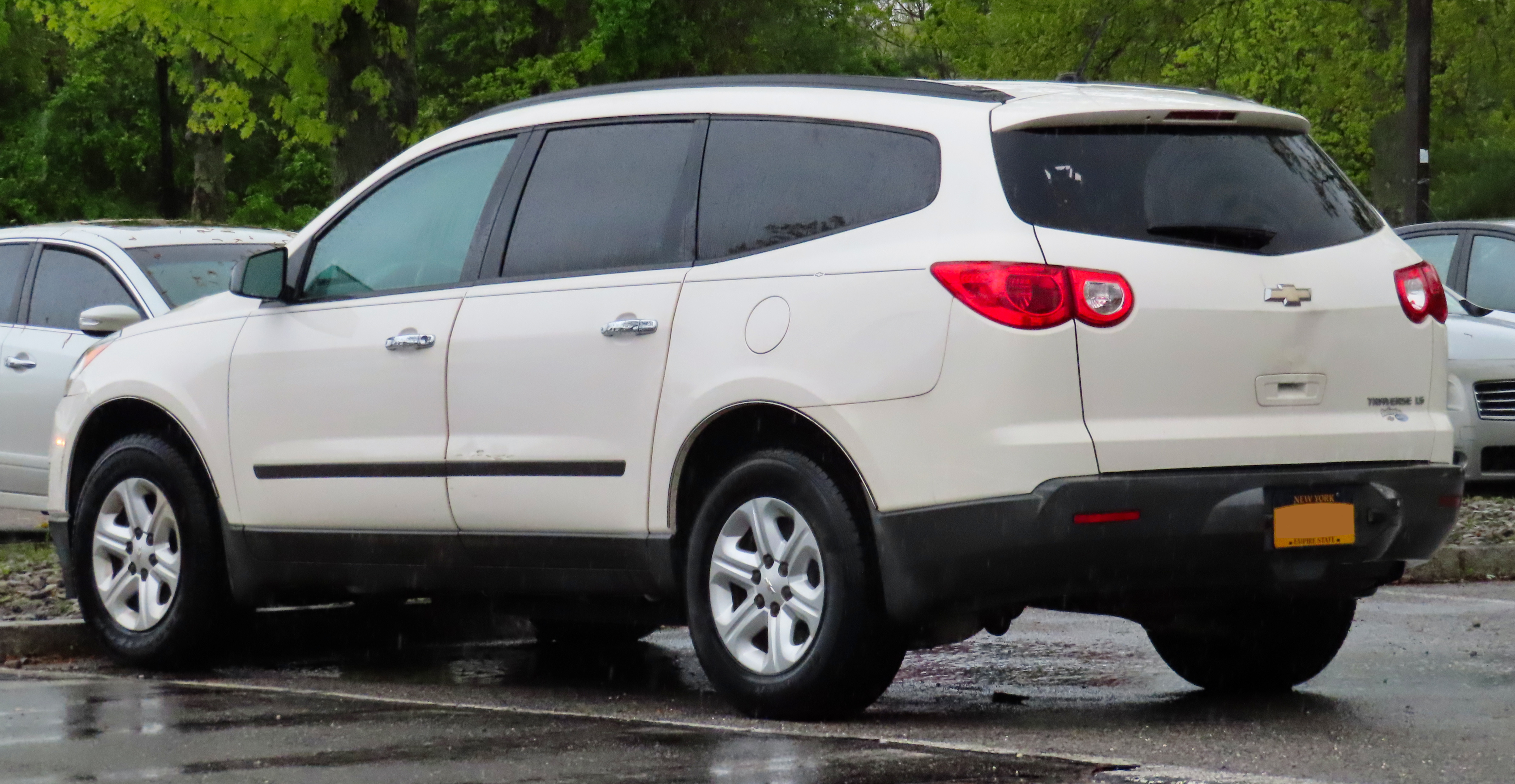
Вид сзади
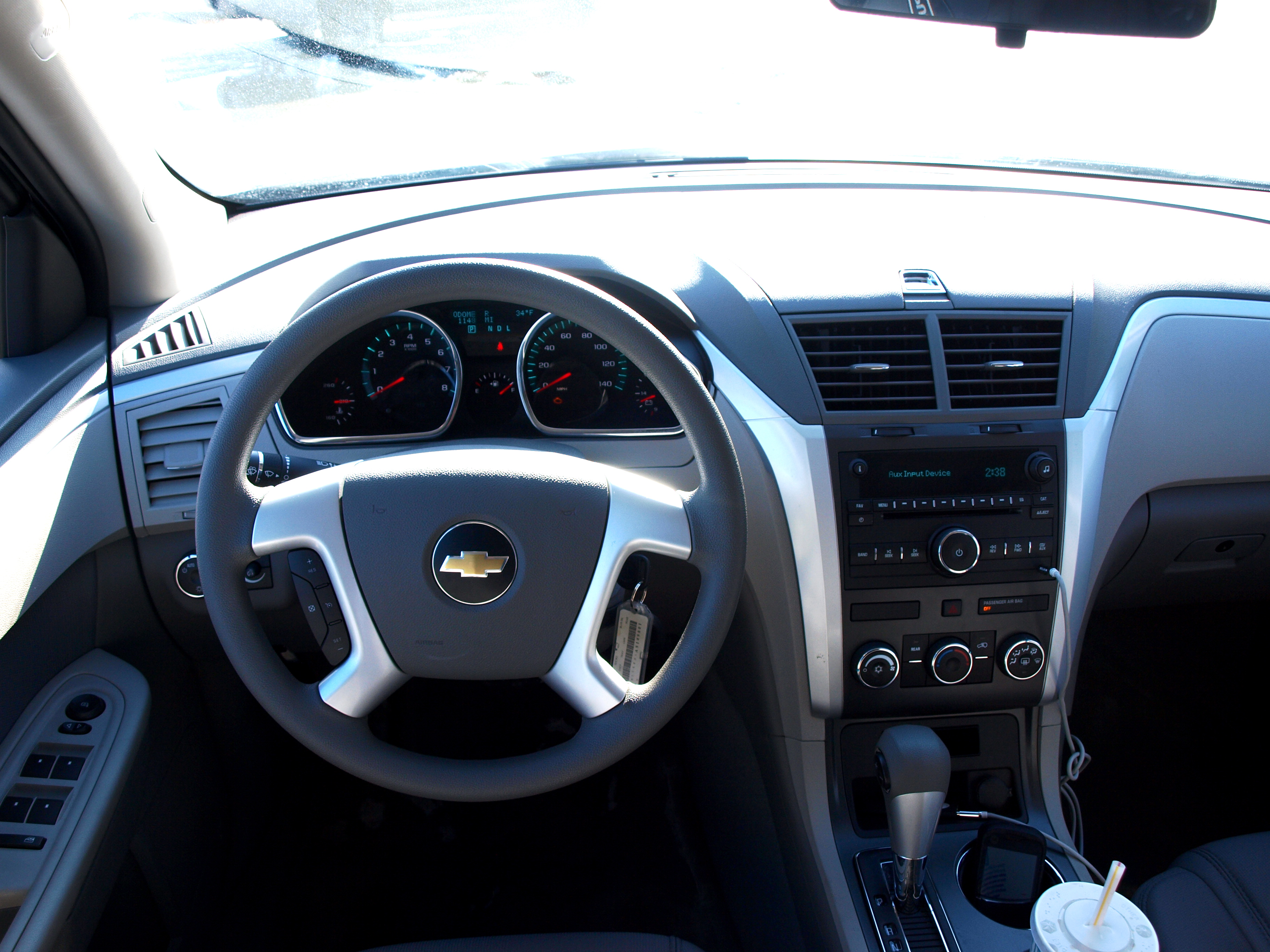
Интерьер

Рестайлинг
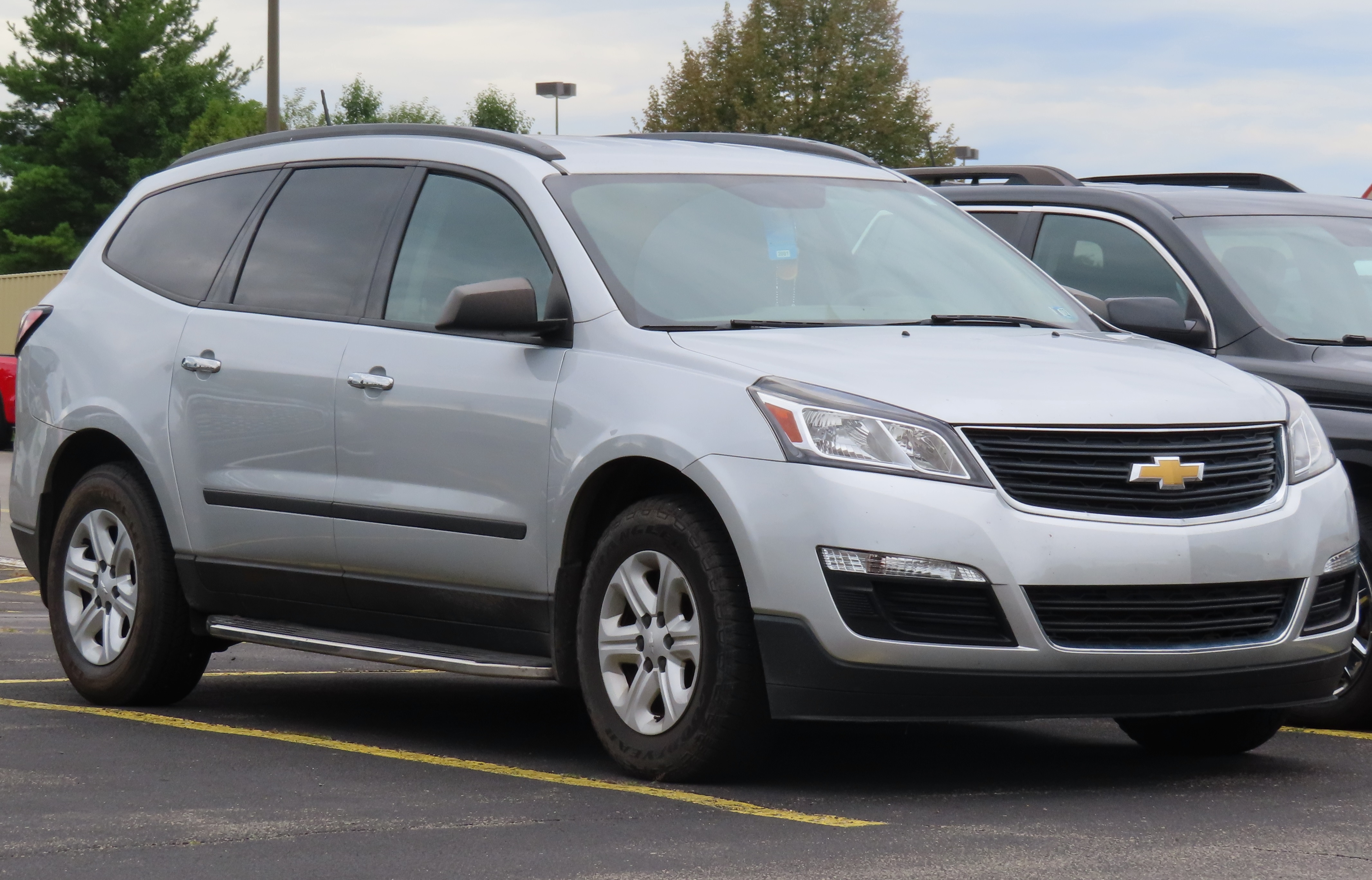
Вид спереди
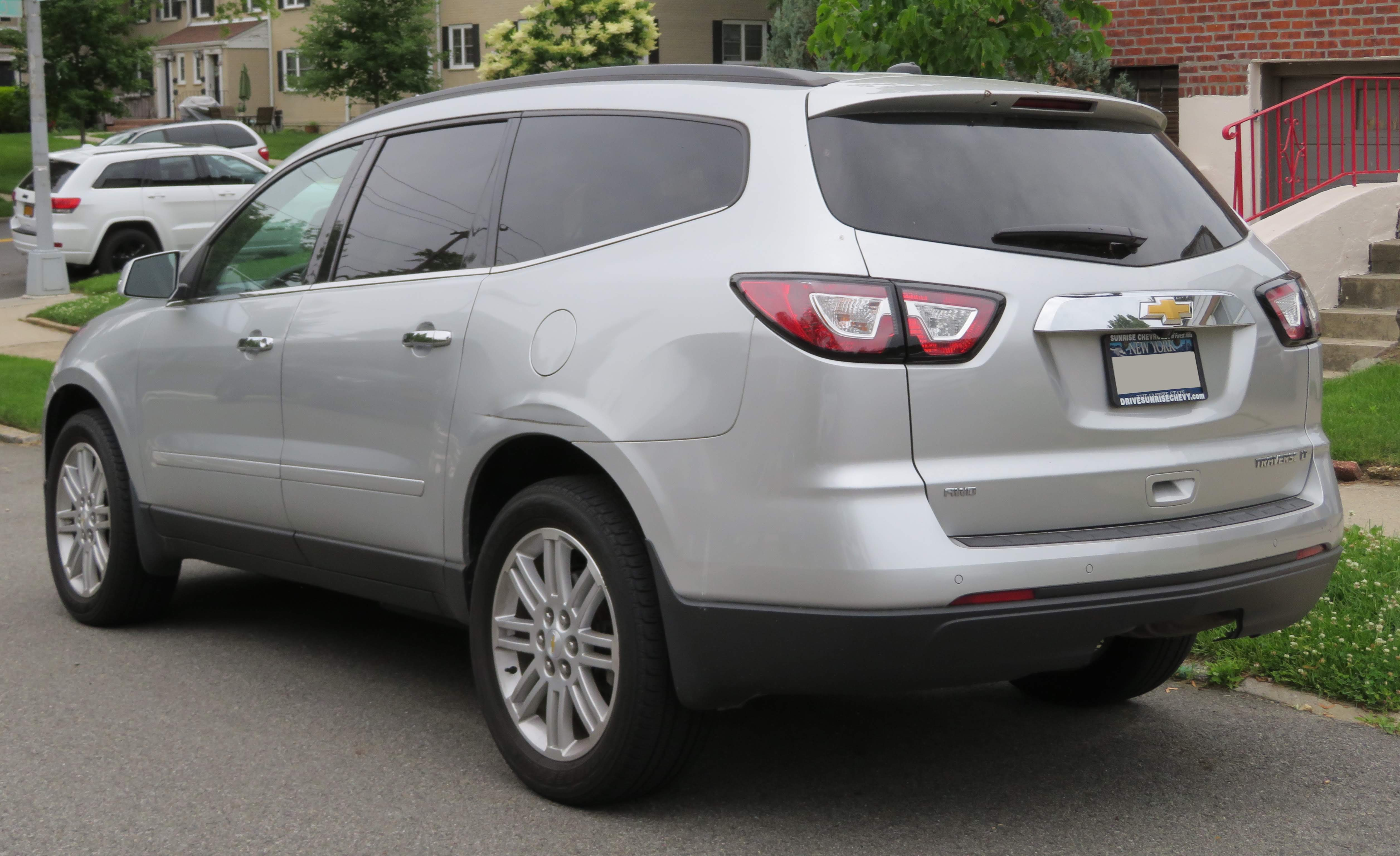
Вид сзади
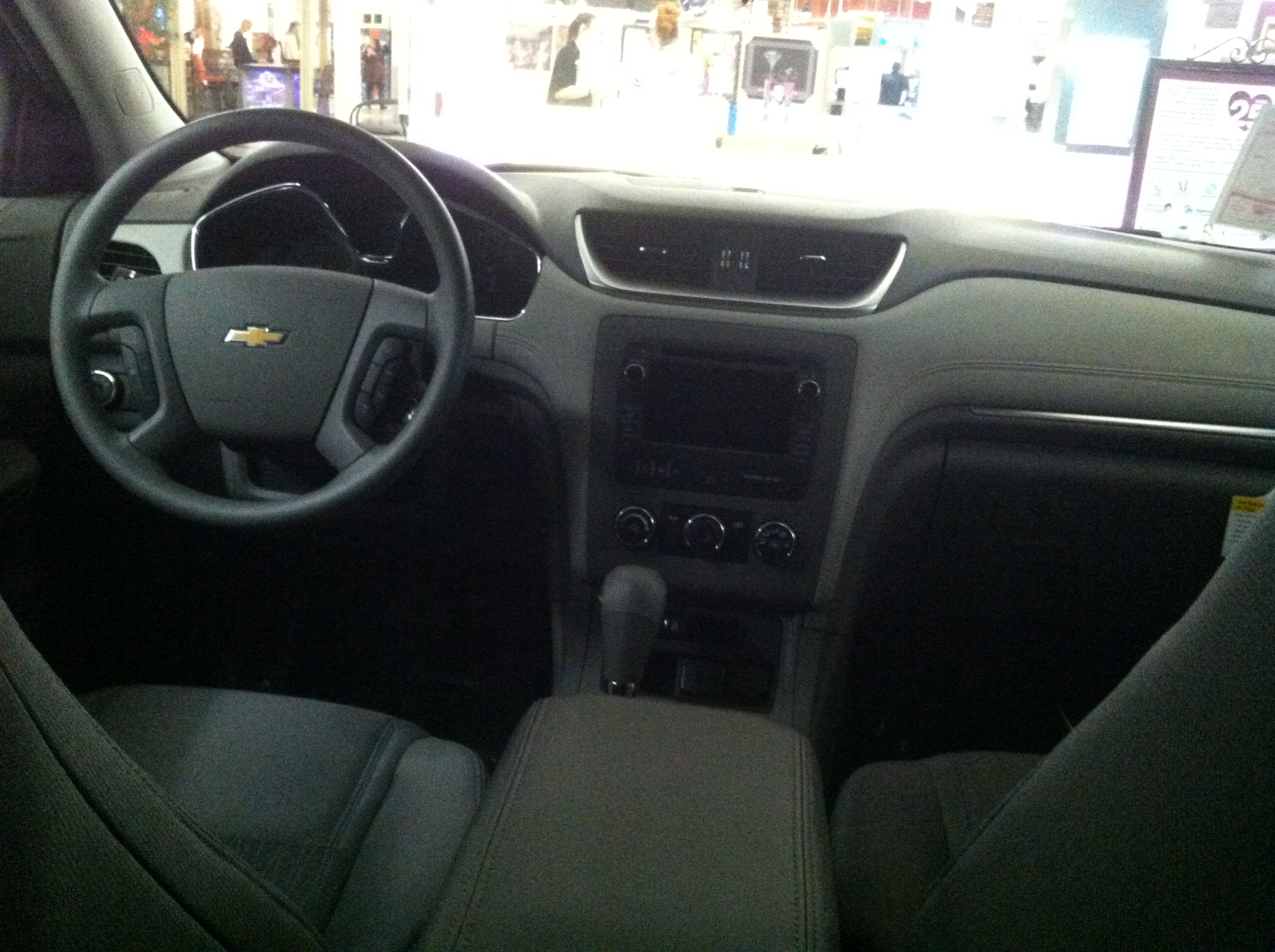
Интерьер

## Второе поколение

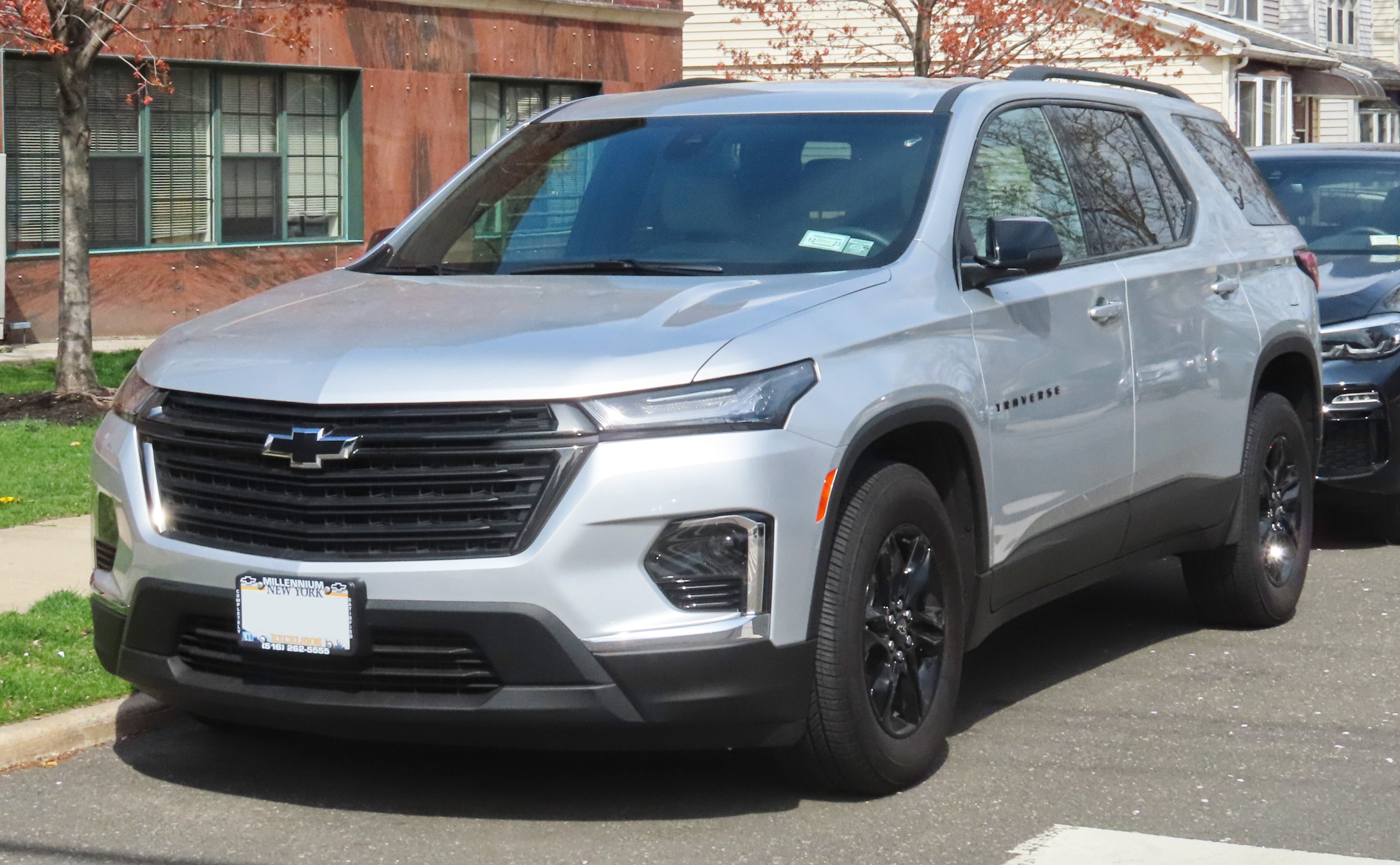
2022 Chevrolet Traverse facelift

Второе поколение модели Chevrolet Traverse выпускается в США с 2017 года. В его основе – платформа С1ХХ с независимой подвеской по кругу. Кроссовер Chevrolet Traverse второго поколения оснащён бензиновым мотором V6 3.6 мощностью 318 л. с., девятиступенчатым «автоматом» и имеет полный привод.
Обновленный Traverse должен был поступить в продажу в конце 2020 года, но из-за производственных проблем, вызванных вспышкой COVID-19, он поступил в продажу в конце 2021 года в качестве модели 2022 года.

## Третье поколение
Chevrolet представила Traverse третьего поколения 17 июля 2023 года  , а первые поставки клиентам начались в апреле 2024 года как модель 2024 года.  Производство Traverse третьего поколения изначально планировалось начать в декабре 2023 года, но производство несколько раз откладывалось в течение первого квартала 2024 года.
На момент запуска было доступно четыре уровня отделки салона: LS, LT, RS и Z71 (только полный привод); все уровни отделки салона имеют возможность выбора переднего или полного привода на рынке США.  Комплектация Premier станет доступна для 2025 модельного года. Уровни отделки салона L и Redline Edition будут прекращены, в то время как уровень отделки салона High Country будет недоступен, по крайней мере, изначально, но может быть вновь представлен позднее.
Внешность Traverse уравновешивает элементы дизайна кроссовера SUV и грузовика и демонстрирует фирменный язык дизайна «High Brow», который включает в себя переднюю панель в стиле грузовика и разделенные фары. Есть стандартные светодиодные передние и задние фары, анимация подсветки при приближении владельцев к автомобилю (доступно в комплектации RS) и наклоненные вперед задние стойки.
Модель Z71 отличается увеличенным на 1 дюйм дорожным просветом с более широкой колеей, вездеходными шинами в сочетании с уникальными 18-дюймовыми легкосплавными дисками, стандартным пакетом для буксировки, режимом Terrain для выбора режима движения, системой полного привода с двумя сцеплениями, уникальными амортизаторами с гидравлическим управлением отскоком, а также использует другую переднюю панель с алюминиевой защитной пластиной и фирменными красными буксировочными крюками Z71.
В салоне имеется 11-дюймовая приборная панель, расположенная ниже, 17,7-дюймовый цветной сенсорный экран, который в два раза больше самого большого экрана в предыдущей модели, рычаг переключения передач для автоматической коробки передач, установленный на рулевой колонке, и сквозная центральная консоль.
Конфигурации сидений для Traverse включают: восьмиместную конфигурацию с сиденьями второго и третьего ряда (стандартно для LS, доступно для LT) и семиместную конфигурацию, которая включает сиденья капитана второго ряда с функцией SmartSlide (стандартно для уровней отделки LT, RS и Z71). Функция складывания одним нажатием для сидений второго ряда и электрически складывающиеся сиденья третьего ряда являются стандартными для отделки RS. Traverse имеет максимальный объем грузового пространства 98 куб. футов (2800 л). Впервые Traverse доступен с функцией AutoSense Liftgate.
Все модели Traverse стандартно поставляются с комплектом безопасности Chevy Safety Assist, который включает обновленную версию функции Buckle to Drive, которая требует от водителя и переднего пассажира пристегнуть ремни безопасности перед началом движения. Существует опция расширенного помощника вождения Super Cruise без помощи рук.

Все модели Traverse оснащены 2,5-литровым рядным четырехцилиндровым бензиновым двигателем с турбонаддувом мощностью 328 л. с. (245 кВт) и крутящим моментом 326 фунт-фут (442 Н·м), работающим в паре с 8-ступенчатой автоматической коробкой передач на североамериканском рынке. 

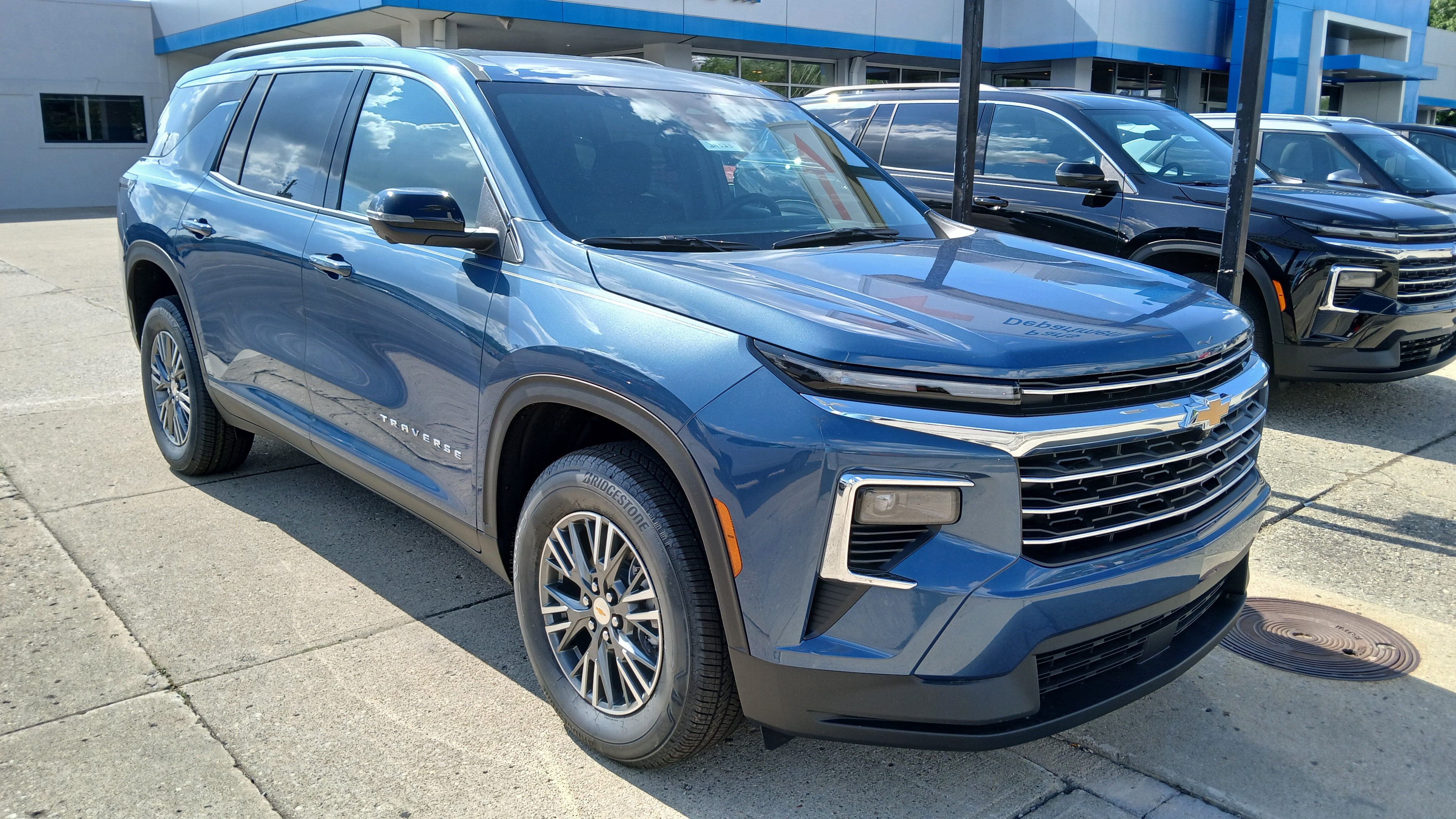
Вид спереди
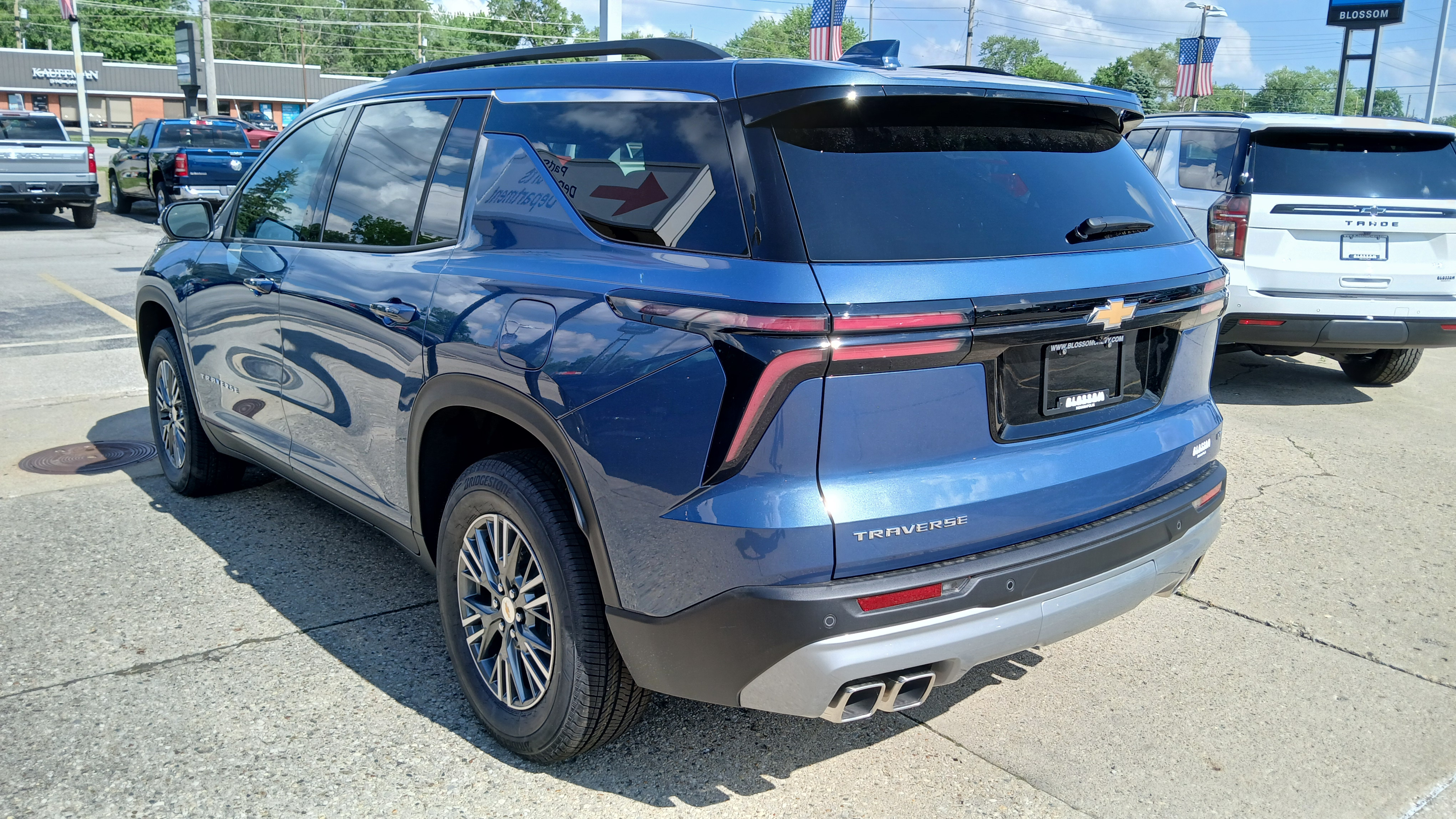
Вид сзади
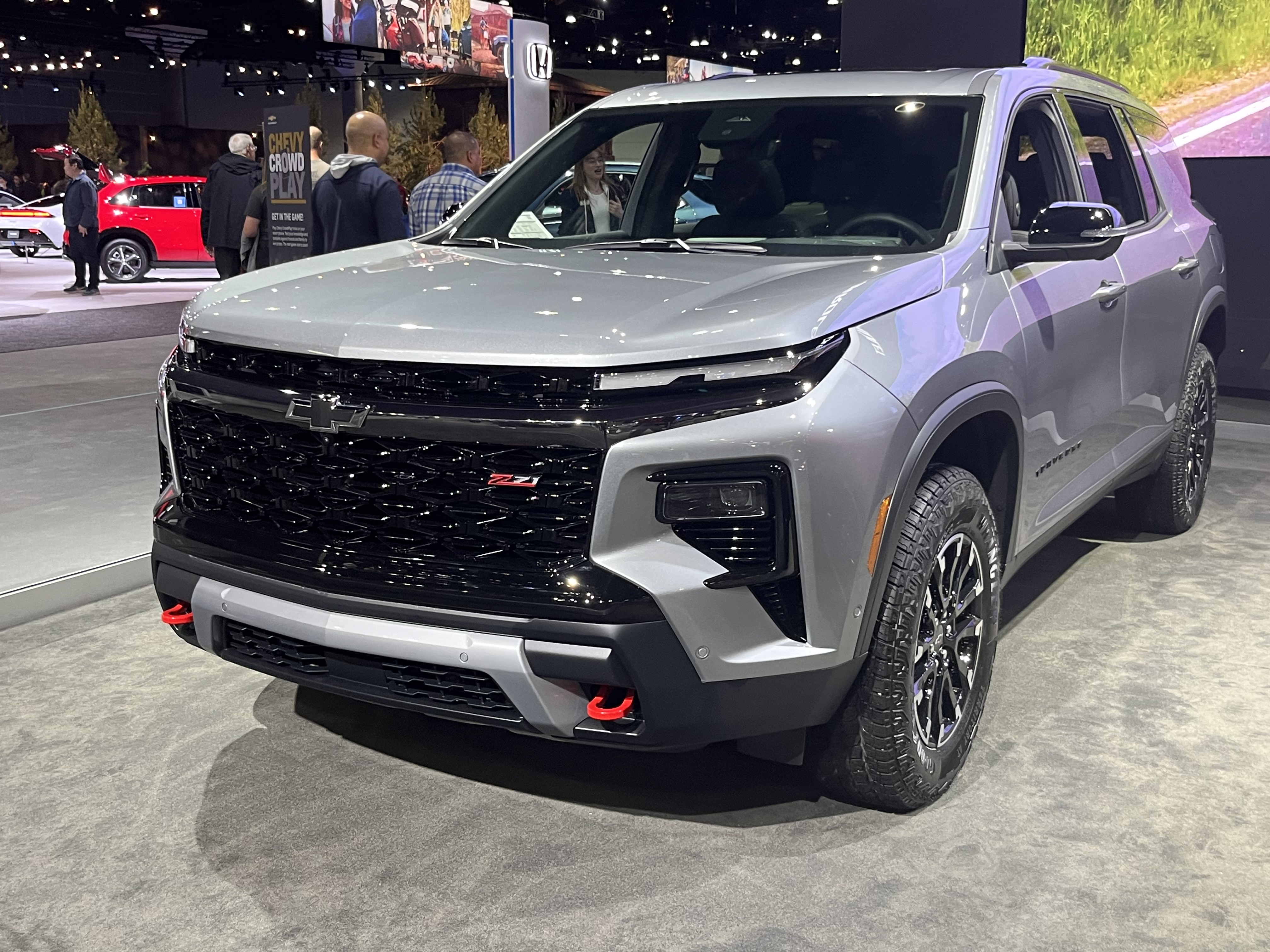
2024 Traverse Z71
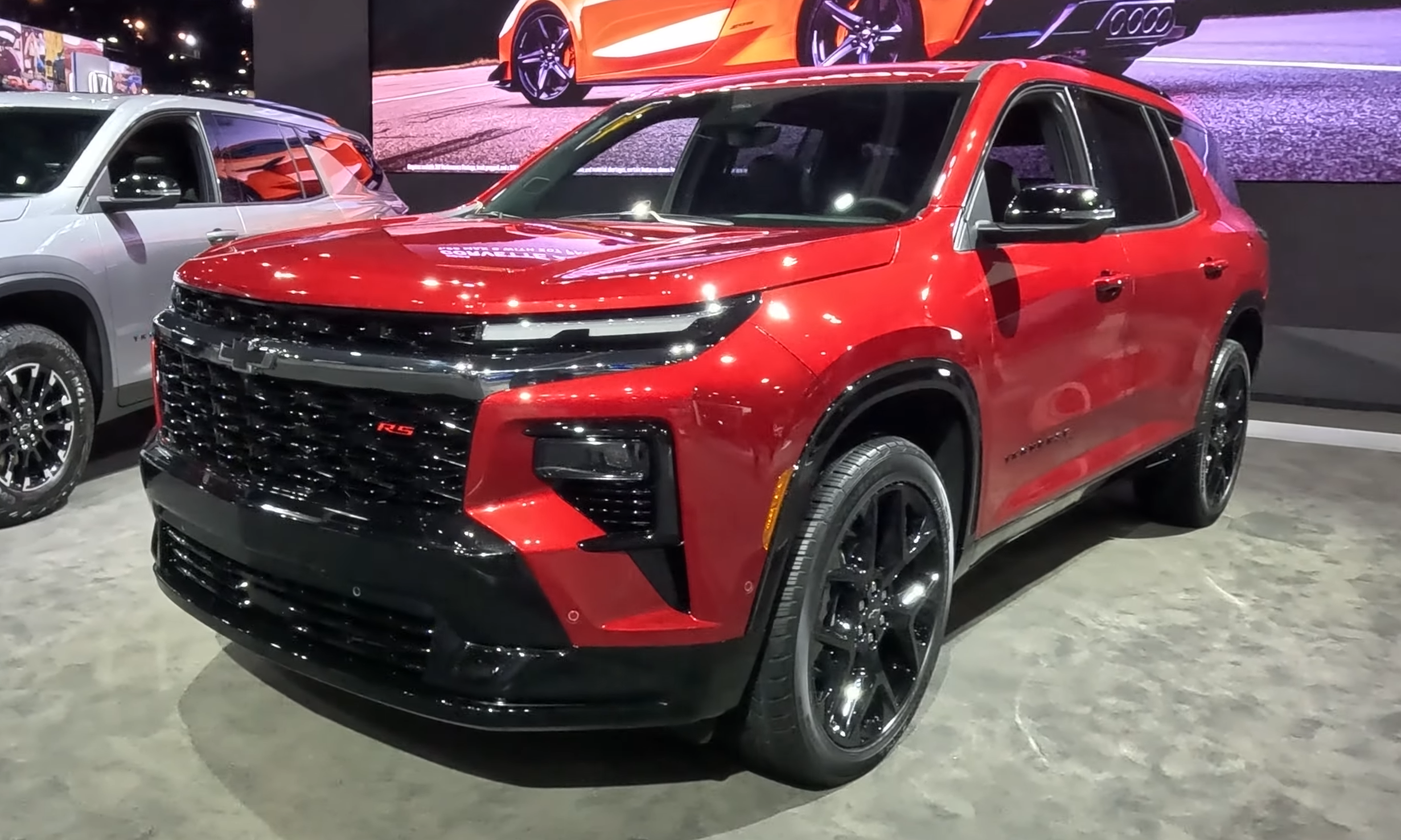
2024 Traverse RS

## Продажи вСША
| Год  | Продажи  |
| ---- | -------- |
| 2008 | 9,456    |
| 2009 | ▲91,074  |
| 2010 | ▲106,744 |
| 2011 | ▲107,131 |
| 2012 | ▼85,606  |
| 2013 | ▲96,467  |
| 2014 | ▲103,943 |
| 2015 | ▲119,945 |
| 2016 | ▼116,701 |
| 2017 | ▲123,506 |
| 2018 | ▲146,534 |
| 2019 | ▲147,122 |
| 2020 | ▼125,546 |
| 2021 | ▼116,250 |